# تاونوسشتاين
تاونوس اشتاين (بالألمانية: Taunusstein) هي مدينة وبلدة ألمانية تقع في ألمانيا في Rheingau-Taunus-Kreis. يقدر عدد سكانها بـ 29,101 نسمة .